# Hinojal
Hinojal ist ein Ort und eine Gemeinde  (municipio) mit 388 Einwohnern (Stand: 2024) in der Provinz Cáceres in der Autonomen Gemeinschaft Extremadura.

## Lage und Klima
Hinojal liegt in einer Höhe von ca. 340 m. Der Tajo begrenzt die Gemeinde im Norden. Das Stadtzentrum von Cáceres befindet sich ca. 24 Kilometer südlich. Am Westrand der Gemeinde führt die Autovía A-66 entlang.

## Bevölkerungsentwicklung
| Jahr      | 1970 | 1981 | 1991 | 2001 | 2011 | 2021 |
| Einwohner | 880  | 535  | 464  | 421  | 442  | 391  |

## Sehenswürdigkeiten
- Kirche Mariä Himmelfahrt (Iglesia de Nuestra Señora de la Asunción)

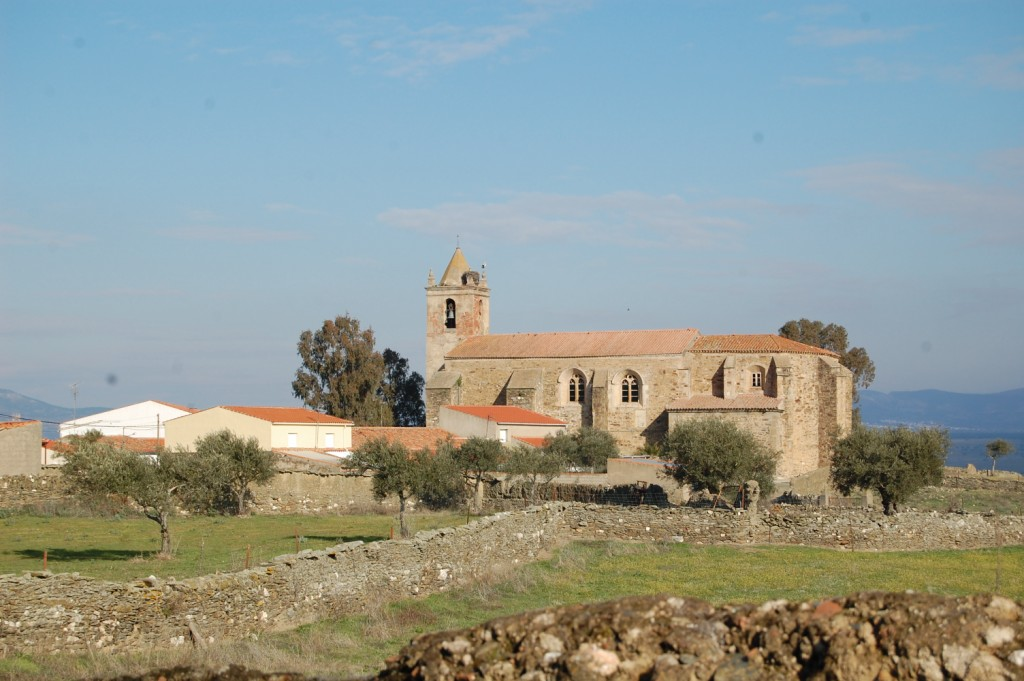
Kirche Mariä Himmelfahrt